# Norbert De Meerschman
Norbert De Meerschman (Wervik, 23 augustus 1923 – aldaar, 1 juni 2013) was een Belgisch syndicalist en CVP-politicus.

## Levensloop
De Meerschman begon zijn loopbaan als bediende bij de Christelijke Mutualiteit waar hij actief was van 1946 tot 1970. Nadien werd hij secretaris bij het ACV zodat hij behoorde tot de ACW-vleugel binnen de CVP.
Hij begon zijn politieke loopbaan in de gemeenteraad van de West-Vlaamse stad Wervik in 1958 en bleef zetelen tot eind 2000. Van 1965 tot 1970 was hij schepen en nadien gedurende twee bestuursperiodes (1971-1982) burgemeester.
Daarnaast bekleedde hij verschillende bestuursfuncties binnen de Wervikse verenigingen en was 55 jaar muzikant en bestuurslid in de plaatselijke harmonie.